# Pumpy

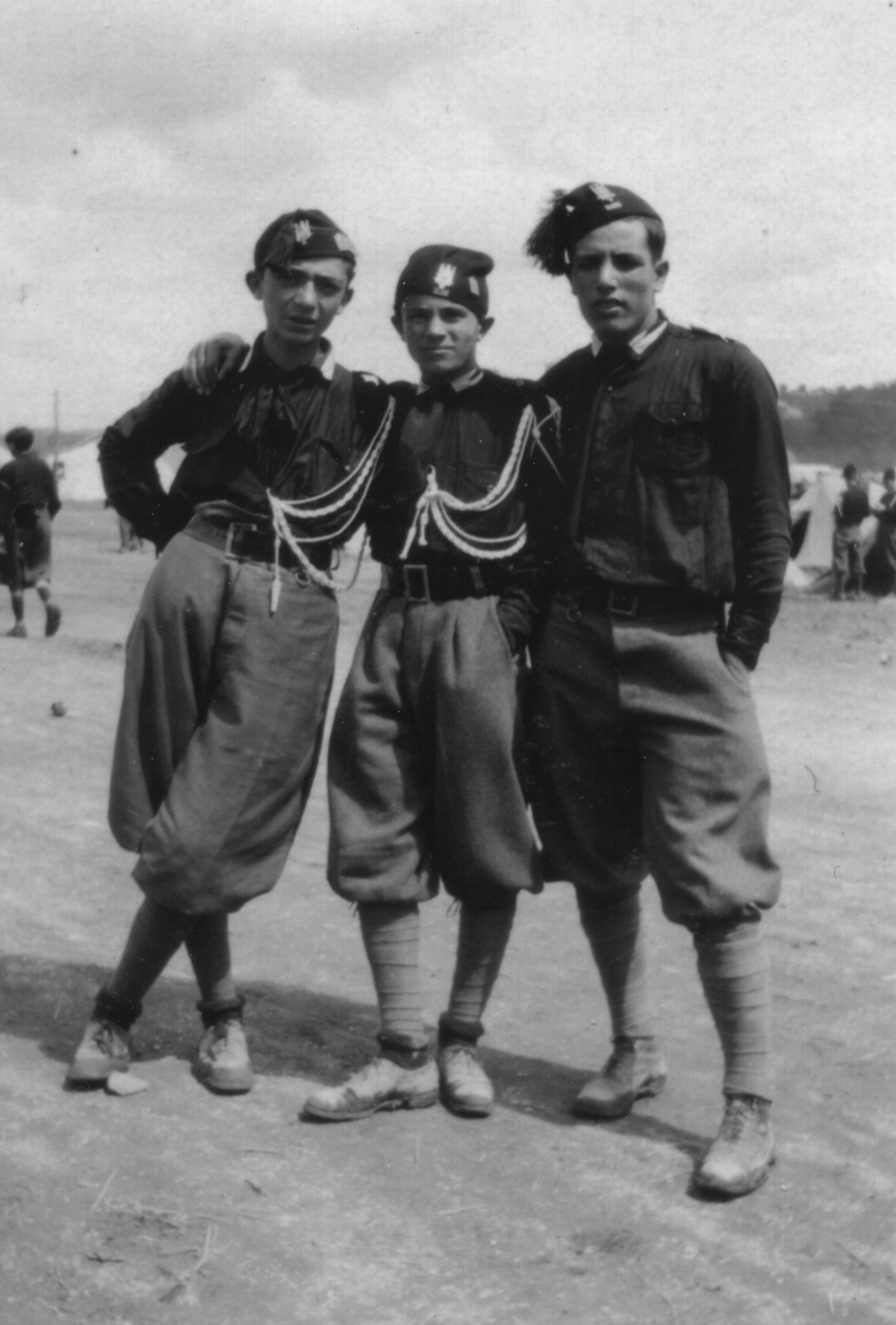
Członkowie włoskiej faszystowskiej organizacji młodzieżowej w pumpach

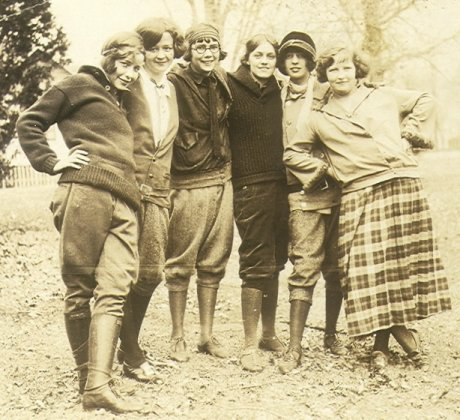
Dziewczęta w pumpach (1924)

Pumpy – męskie, bufiaste, krótkie spodnie zapinane pod kolanami. Używane przez kobiety na przełomie XIX i XX wieku do jazdy na rowerze. Obecnie w zasadzie nieużywane. Spodnie krótsze, sięgające powyżej kolan to pludry.

## Etymologia słowa
Słowo pumpy pochodzi od niemieckiego pumphose: pump to przepych, pompa; natomiast hose to spodnie.